# Ёнэмицу, Тацухиро
Тацухиро Ёнэмицу (яп. 米満 達弘 Ёнэмицу Тацухиро, род. 5 августа 1986 года в Фудзиёсиде, Япония) — японский борец вольного стиля, чемпион Олимпийских игр, призёр чемпионатов мира и Азии, обладатель Кубка мира, чемпион Азиатских игр.

## Биография
В 2005 году занял третье место на чемпионате Японии. В 2006 году был только 12-м на чемпионате мира среди юниоров и серебряным призёром чемпионата Японии среди взрослых. В 2007 году на чемпионате Японии снова был третьим. В 2008 году стал чемпионом мира среди студентов и чемпионом Японии. В 2009 году остался лишь 9-м на турнире памяти Дана Колова и Николы Петрова, стал вторым на чемпионате Азии и третьим на чемпионате мира. В 2010 году стал двукратным чемпионом Японии, а на чемпионате мира оказался 23-м. В 2011 году стал вторым на Золотом Гран-при и чемпионате мира, в третий раз стал чемпионом Японии. В 2012 году завоевал Кубок мира.
На Летних Олимпийских играх 2012 года в Пекине боролся в категории до 66 килограммов (полусредний вес). В турнире участвовали 19 человек. Турнир проводился по системе с выбыванием после поражения с утешительными схватками. Борцы по жребию делились на две группы, в первой группе было восемь спортсменов, начинавших борьбу с 1/8 финала, во второй группе одиннадцать, из которых пять начинали борьбу с 1/8 финала, а шесть борцов проводили квалификационные встречи за право попасть в 1/8 финала. Те спортсмены, которые не проиграли ни одной схватки, выходили в финал, где разыгрывали первое и второе место. Борцы, которые проиграли финалистам, начинали бороться в утешительном турнире, по результатам которых определялись два бронзовых призёра, по одному в каждой группе. Другими словами, борец, проиграв схватку в любом круге турнира, выбывал не сразу, а ожидал результатов встречи своего победителя в следующем круге. Например, борец проиграл в 1/8, его победитель выходил в четвертьфинал. Если его победитель в четвертьфинале проигрывал, то борец выбывал сразу, а его победитель отправлялся в утешительный турнир. Если же его победитель в четвертьфинале вновь побеждал, то борец встречался в утешительной встрече с проигравшим в четвертьфинале и так далее. Тацухиро Ёнэмицу победил во всех встречах и принёс Японии первую золотую медаль олимпийских игр по борьбе с 1988 года.
| Круг       | Соперник         | Страна      | Результат | Основание     | Время схватки |
| ---------- | ---------------- | ----------- | --------- | ------------- | ------------- |
| 1/8 финала | Ливан Лопес      | Куба        | Победа    | 1-0, 1-1      | 4:00          |
| 1/4 финала | Хайслан Гарсия   | Канада      | Победа    | 0-1, 1-0, 5-0 | 6:00          |
| 1/2 финала | Джабраил Гасанов | Азербайджан | Победа    | 2-0, 1-0      | 4:00          |
| Финал      | Сушил Кумар      | Индия       | Победа    | 1-0, 3-1      | 4:00          |

Закончил технический лицей в городе Нирасаки и факультет политики и экономики университета Такусёку. Военнослужащий, лейтенант (яп. 三等陸尉 санто: рикуи) Сил самообороны Японии